# Ivan Matvejevitsj Vinogradov

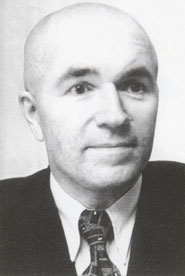
Ivan Matvejevitsj Vinogradov

Ivan Matvejevitsj Vinogradov (Russisch: Иван Матвеевич Виноградов) (Velikieje Loeki, 14 september 1891 - Moskou, 20 maart 1983) (niet te verwarren met Askold Ivanovitsj Vinogradov van de stelling van Bombieri-Vinogradov) was een Sovjet-Russisch wiskundige, die als een van de grondleggers van de moderne analytische getaltheorie geldt. Vinogradov was een dominante figuur in de wiskunde in de Sovjet-Unie. Hij werd geboren in het district Velikieje Loeki district van het Oblast Pskov. Hij studeerde af aan de Universiteit van St. Petersburg, waar hij in 1920 hoogleraar werd. Vanaf 1934 was hij directeur van de Steklov-instituut voor wiskunde, een positie die hij voor de rest van zijn leven, behalve voor de periode van vijf jaar (1941-1946) toen het instituut werd geleid door de Staatsacademicus Sergej Sobolev, wist te behouden. In 1941 werd hij bekroond met de Stalinprijs. In 1970 ontving hij de Gouden Lomonosov-medaille.